# اقیانوس خون
اقیانوسی از خون (به انگلیسی: Ocean of Blood) جلد دوم حماسه لارتن کرپسلی اثر دارن شان نویسنده ایرلندی است.

## داستان
لارتن از هیچ چیز مطمئن نبود. اختیارش را به گام‌های خود سپرده بود تا او را به هر سو که می‌خواهند بکشند… ناگهان چادر بزرگ و برافراشتهٔ جادوگر را دید. ایوانا منتظرش بود. او می‌توانست به سردرگمی‌های شبح پایان دهد، می‌توانست او را به جایی برگرداند که به آن تعلق داشت، می‌توانست به او هشدار دهد تا از حادثه‌ای خون‌بار و جنون‌آمیز دوری کند اما مجاز نبود.